# 드리프트 (2013년 영화)
드리프트(Drift)는 2013년 공개된 오스트레일리아의 영화이다. 이 영화는 웨스턴오스트레일리아주에서 촬영되었으며 샘 워싱턴, 자비에르 사무엘, 마일스 폴라드가 출연했다.

## 줄거리
1960년대 후반, 폭력적인 가정에서 어머니 캣과 함께 도망친 두 형제는 서호주 올버니에서 새로운 삶을 시작하려 한다. 하지만 그들은 퍼스 남쪽 해변에서 완벽한 파도를 발견하고, 시클리프라는 지역에 정착한다. 시간이 흘러 1972년, 형 앤디는 제재소에서 일하고 동생 지미는 뛰어난 서핑 실력으로 아마추어 대회에서 우승하지만, 방황하며 좀도둑질을 일삼는다.
앤디는 형편없는 현실에서 벗어나기 위해 동생과 함께 사업을 시작한다. 어머니 캣이 만든 맞춤형 잠수복과 직접 제작한 서핑보드를 판매하며 사업을 키워나간다. 그러던 중 악명 높은 서핑 필름 제작자 JB와 하와이 출신 동반자 라니가 마을에 나타나면서 형제는 '드리프트'라는 사업을 본격적으로 시작한다. 하지만 사업이 번창하면서 마약 거래를 하는 폭주족 갱단과 얽히게 된다.
JB는 기성세대에 반항하는 자유로운 영혼으로, 앤디의 사업 확장에 회의적이지만, 형제가 서핑에 대한 열정을 유지한다면 큰 성공을 거둘 수 있다고 믿게 된다. 사업은 지역 서퍼들 사이에서 입소문을 타지만, 홍보 사진 촬영 중 거대한 파도에 휩쓸려 JB의 고가 방수 카메라를 잃어버린다.
형제의 진보적인 생각은 보수적인 지역 주민들과 경찰의 반감을 사고, 폭주족과의 갈등은 점점 심해진다. 갱단 두목 밀러는 마약 중독 서퍼 거스를 이용해 서핑보드 원자재에 숨겨 마약을 밀수입하려 하지만, 형제에게 발각되어 실패한다. 거스는 마약 중독에서 벗어나려다 자살하고, 앤디와 라니의 관계가 깊어지면서 형제간의 불화도 심해진다.
마을에서 프로 서핑 대회가 열리자, 앤디는 상금을 노리고 대회에 참가하려 하지만, 갱단으로부터 도망쳤던 지미가 돌아와 형을 대신해 대회에 출전한다. 지미는 하와이 출신 프로 선수와 결승에서 맞붙게 된다. 마지막 순간, 지미는 큰 파도를 타고 멋진 기술을 선보이지만, 부상을 입고 대회에서 패배한다. 
갱단에게 빚을 갚을 돈이 없어진 형제는 집을 팔아야 할 위기에 처한다. 하지만 그들의 사업장에는 뜻밖에 많은 고객이 찾아오고, JB가 찍은 지미의 사진이 지역 신문에 실리면서 사업은 크게 성공한다. 빚을 청산한 앤디는 집 매매 계약서를 찢어버린다. 지미는 프로 서핑 투어에 초대받고, JB는 밀러를 경찰에 신고해 체포시킨 후 라니, 캣과 함께 다시 여행을 떠난다.

## 출연

### 주연
- 샘 워싱턴
- 자비에르 사무엘
- 마일리스 폴라드
- 레슬리-앤 브랜트

### 조연
- 로빈 말콤
- 스티브 바스토니
- 벤 모틀리
- 데이비드 보워스
- 사라 루엘라